# Великі Шатновичі
Великі Шатновичі (рос. Большие Шатновичи) — присілок у Лузькому районі Ленінградської області Російської Федерації.
Населення становить 73 особи. Належить до муніципального утворення Скребловське сільське поселення.

## Історія
Згідно із законом від 28 вересня 2004 року № 65-оз належить до муніципального утворення Скребловське сільське поселення.

## Населення
| 1838 | 1862 | 1928 | 1965 | 1997 | 2007 | 2010 |
| ---- | ---- | ---- | ---- | ---- | ---- | ---- |
| 220  | ↘200 | ↗215 | ↘74  | ↗86  | ↘75  | ↘73  |